# Domoušice
Domoušice település Csehországban, Lounyi járásban. Domoušice Ročov, Kounov, Pnětluky, Zbrašín, Hřivice, Třeboc és Mutějovice településekkel határos. Lakosainak száma 634 fő (2024. január 1.).

## Népesség
A település lakosságának változását az alábbi diagram mutatja:
| Lakosok száma | 1052 | 1240 | 1534 | 1108 | 840  | 655  | 660  | 636  | 638  | 634  |
|               | 1869 | 1900 | 1921 | 1961 | 1980 | 2011 | 2016 | 2019 | 2021 | 2024 |